# 平阳府君阙

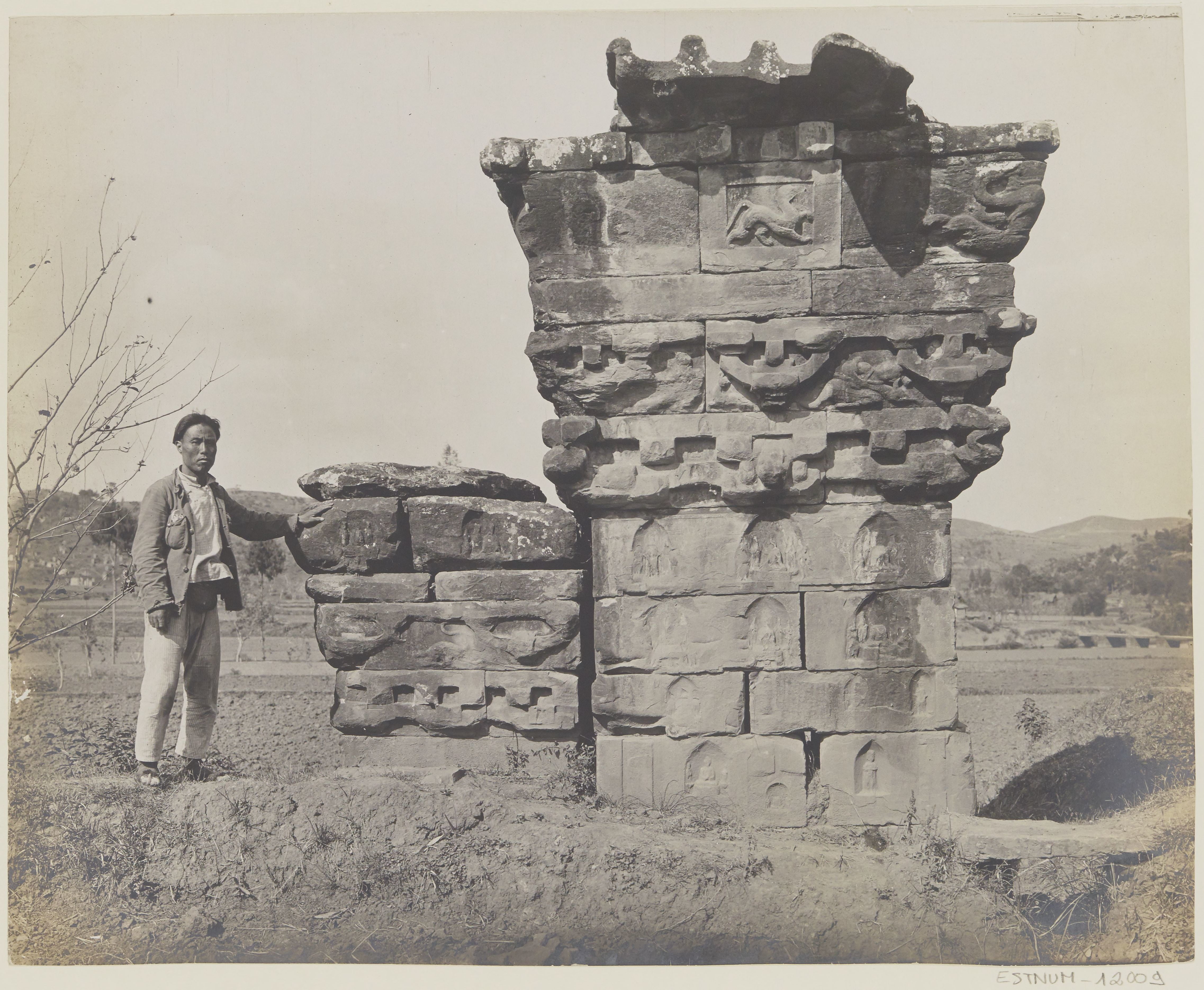
法国学者谢阁兰摄于1914年

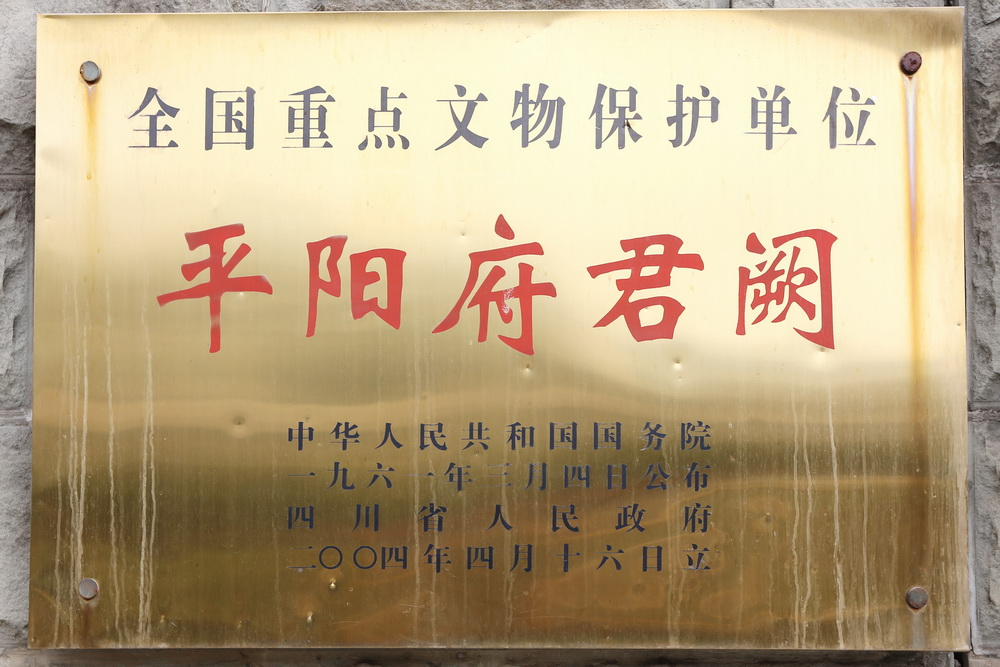
国保碑

平阳府君阙是位于四川省绵阳市游仙区芙蓉溪畔仙人桥旁，绵阳博物馆新馆前，是一处建于东汉末期的汉阙，双阙俱存。平阳府君阙由南北二阙组成，两阙相距约27米。南北二阙又分别由主阙与副阙构成，为仿木质结构建筑。
1956年8月16日公佈為四川省第一批歷史及革命文物保護單位。1961年3月4日列為第一批全國重點文物保護單位。1980年7月7日重新公佈為四川省第一批文物保護單位。